# هیدروژن-آلفا

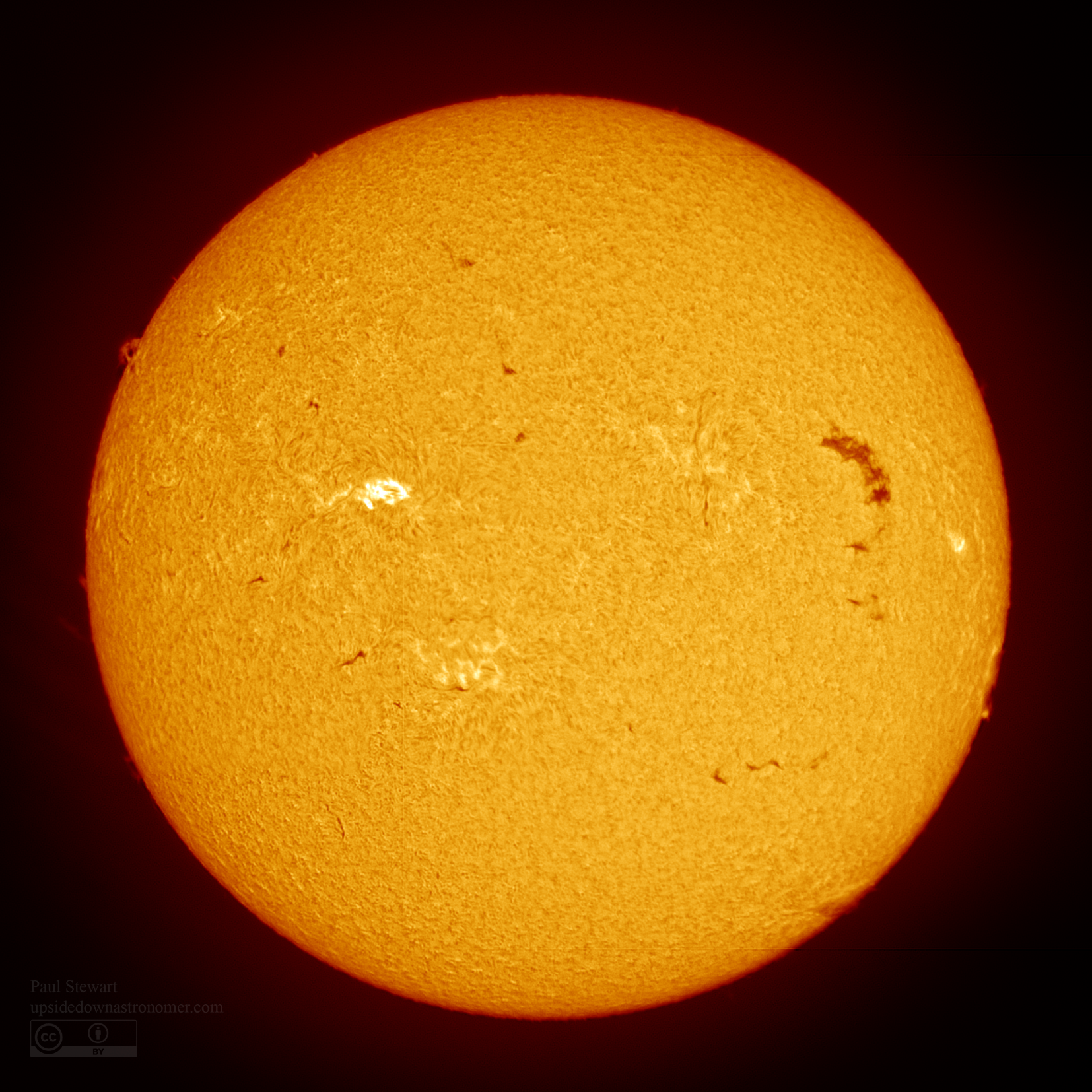
رصد خورشید از طریق یک تلسکوپ نوری با فیلتر هیدروژن-آلفا.

هیدروژن-آلفا (انگلیسی: Hydrogen-alpha) به‌طور معمول به‌صورت اختصاری H-alpha یا Hα نشان داده می‌شود، یک خط طیف نوری سرخ عمیق مرئی اتم هیدروژن است که طول موج آن در هوا ۶۵۶٫۲۸ نانومتر و در خلأ ۶۵۶٫۴۶ نانومتر است. هیدروژن-آلفا نخستین خط طیفی در سری بالمر است و هنگامی گسیل می‌شود که یک الکترون از سومین به دومین سطح انرژی اتم هیدروژن سقوط می‌کند. هیدروژن-آلفا در اخترشناسی کاربرد دارد، جایی که گسیل آن از سحابی گسیلشی و عوارضی در اتمسفر خورشید مانند زبانه خورشیدی و فام‌سپهر قابل مشاهده است.